# Demeanți, Reșetîlivka
Demeanți (în ucraineană Дем'янці) este un sat în comuna Lîman Druhîi din raionul Reșetîlivka, regiunea Poltava, Ucraina.

## Demografie
Componența lingvistică a localității Demeanți
     Ucraineană (100%)
Conform recensământului din 2001, toată populația localității Demeanți era vorbitoare de ucraineană (100%).